# Урава Ред Даймондс
Урава Ред Даймондс (яп. 浦和レッドダイヤモンズ, Урава Реддо Даіямонзу) — японський футбольний клуб з міста Сайтама, який виступає в Джей-лізі.

## Досягнення

### Національні змагання
Міцубіши (Аматорський період)
- Перший дивізіон Японської футбольної ліги
  -  Переможець (4): 1969, 1973, 1978, 1982

- Другий дивізіон Японської футбольної ліги
  -  Переможець (1): 1989/90

- Кубок Імператора
  -  Володар (4): 1971, 1973, 1978, 1980

- Кубок Японської футбольної ліги
  -  Володар (2): 1978, 1981

- Суперкубок Японії
  -  Володар (3): 1979, 1980, 1983
  -  Фіналіст (1): 1981

Урава Ред Даймондс (Професіональний період)
- Джей-ліга 1 
  -  Переможець (1): 2006
  -  Переможець пергого етапу: (1) 2015
  -  Срібний призер (5): 2004, 2005, 2007, 2014, 2016

- Джей-ліга 2
  -  Срібний призер (1): 2000

- Кубок Імператора
  -  Володар (4): 2005, 2006, 2018, 2021
  -  Срібний призер (1): 2015

- Кубок Джей-ліги
  -  Володар (2): 2003, 2016
  -  Фіналіст (5): 2002, 2004, 2011, 2013, 2023

- Суперкубок Японії
  -  Володар (2): 2006, 2022
  -  Фіналіст (4): 2007, 2015, 2017, 2019

### Континентальні
- Ліга чемпіонів АФК
  -  Переможець (3): 2007, 2017, 2022

### Міжнародні
- Клубний чемпіонат світу з футболу
  -  Бронзовий призер (1): 2007
- Кубок банку Суруга
  -  Володар (1): 2017

## Відомі гравці
| Японія - Окано Масаюкі - Оно Сіндзі - Цубої Кейсуке - Алекс - Фукуда Масахіро - Нагаї Юітіро - Ямада Нобухіса - Танака Маркус Туліо - Танака Тацуя - Хосогай Хадзіме - Хамада Мізукі - Харагуті Генкі |  | АФК/ КАФ/ ОФК - Меттью Шпиранович - Нед Зелич - Емерсон Шейх - Чу Квіджи - Гвак К'юнгк'юн - Вілфрід Сану - Файзал Мохаммед |  | УЄФА - Міхаель Баур - Томислав Марич - Бріан Стін Нільсен - Базіль Болі - Уве Байн - Гвідо Бухвальд - Уве Ран - Міхаель Румменіге - Джузеппе Дзаппелла - Желько Петрович - Альфред Нейгес - Андрей Кубиця - Юрій Никифоров - Ранко Деспотович - Любомир Луговий - Мирослав Ментель - Чікі Беґірістайн - Алпай Озалан |  | КОНМЕБОЛ - Освальдо Ескудеро - Віктор Феррейра - Марсело Моралес - Марсело Тривісонно - Адіель ді Олівейра Аморім - Адріано Герлін да Сільва - Донізете Олівейра - Едмілсон душ Сантуш Сільва - Едмундо - Харісон да Сільва Нері - Марсіу Річардіш - Марселіну Жуніур Лопеш Арруда - Фабіу Камілу ді Бріту - Робсон Понте - Адділсон Феррейра ді Соуза - Еліжіу Сантуш Сантана - Антоніу Бенедіту да Сільва - Лівонір Рушель Тоту - Вашингтон Стеканела Серкейра - Фернандо Пікун |  |

## Відомі тренери
| Тренер                               | Нац.       | Роки                                |
| ------------------------------------ | ---------- | ----------------------------------- |
| Морі Такадзі                         | Японія     | 1993                                |
| Йокояма Кендзо                       | Японія     | 1994                                |
| Хольгер Осієк                        | Німеччина  | 1 січня 1995 – 31 грудня 1996       |
| Ове Фліндт Б'єрг                     | Данія      | 1 січня 1996 – 31 грудня 1996       |
| Хорст Кеппель                        | Німеччина  | 1 лютого 1997 – 31 грудня 1997      |
| Хара Хіромі                          | Японія     | 1998–99                             |
| Аад де Мос                           | Нідерланди | 1 липня 1999 – 3 грудня 1999        |
| Йотіда Ясуті                         | Японія     | 1999                                |
| Саіто Кадзуо                         | Японія     | 2000                                |
| Йокояма Кендзо                       | Японія     | 2000                                |
| Мілтон Кейруж да Пайшау              | Бразилія   | 1 січня 2001 – 30 червня 2001       |
| Едвалду Олівейра Чавеш               | Бразилія   | 1 липня 2001 – 31 грудня 2001       |
| Маріус Йохан Уфт                     | Нідерланди | 2002 – 31 грудня 2003               |
| Гвідо Бухвальд                       | Німеччина  | 1 січня 2004 – 31 грудня 2006       |
| Хольгер Осієк                        | Німеччина  | 1 січня 2007 – 16 березня 2008      |
| Герт Енгельс                         | Німеччина  | 16 березня 2008 – 27 листопада 2008 |
| Фолькер Фінке                        | Німеччина  | 1 січня 2009 – 31 грудня 2010       |
| Желько Петрович                      | Чорногорія | 1 січня 2011 – 20 жовтня 2011       |
| Хорі Такафумі (виконувач обов'язків) | Японія     | 20 жовтня 2011 – 31 грудня 2011     |
| Михайло Петрович                     | Сербія     | 1 січня 2012–                       |